# Ograda, Ialomița
Ograda este o comună în județul Ialomița, Muntenia, România, formată numai din satul de reședință cu același nume.

## Așezare
Comuna se află în zona de est a județului, pe malul stâng al râului Ialomița, imediat în amonte de orașul Țăndărei. Este străbătută de șoseaua națională DN2A, care leagă Slobozia de Constanța. Prin comună trece și calea ferată Slobozia-Țăndărei, pe care comuna este deservită de halta de mișcare Ograda.

## Demografie
Componența etnică a comunei Ograda
     Români (92,33%)
     Romi (2,35%)
     Alte etnii (0,14%)
     Necunoscută (5,18%)
Componența confesională a comunei Ograda
     Ortodocși (92,58%)
     Alte religii (1,77%)
     Necunoscută (5,65%)
Conform recensământului efectuat în 2021, populația comunei Ograda se ridică la 2.763 de locuitori, în scădere față de recensământul anterior din 2011, când fuseseră înregistrați 2.803 locuitori. Majoritatea locuitorilor sunt români (92,33%), cu o minoritate de romi (2,35%), iar pentru 5,18% nu se cunoaște apartenența etnică. Din punct de vedere confesional, majoritatea locuitorilor sunt ortodocși (92,58%), iar pentru 5,65% nu se cunoaște apartenența confesională.

## Politică și administrație
Comuna Ograda este administrată de un primar și un consiliu local compus din 11 consilieri. Primarul, Lilian Badea[*], de la Partidul Social Democrat, este în funcție din 2004. Începând cu alegerile locale din 2024, consiliul local are următoarea componență pe partide politice:
|  | Partid                          | Consilieri | Componența Consiliului | Componența Consiliului | Componența Consiliului | Componența Consiliului | Componența Consiliului | Componența Consiliului | Componența Consiliului | Componența Consiliului | Componența Consiliului |
|  | ------------------------------- | ---------- | ---------------------- | ---------------------- | ---------------------- | ---------------------- | ---------------------- | ---------------------- | ---------------------- | ---------------------- | ---------------------- |
|  | Partidul Social Democrat        | 9          |                        |                        |                        |                        |                        |                        |                        |                        |                        |
|  | Alianța pentru Unirea Românilor | 2          |                        |                        |                        |                        |                        |                        |                        |                        |                        |

## Istorie
Prima atestare a satului Ograda datează de la anul 1558 (sau 1559), când printr-un hrisov al voievodului Mircea Ciobanul se întărea ocina moșnenilor Vladul cu frații săi, Neagul cu frații săi și Gherghina cu fii săi.
Mai târziu, la începutul secolului XIX, moșia Ograda aparținea caminarului Ștefan Ogrădeanu, pentru ca după anul 1850 să aparțină familiei Peteu.
La sfârșitul secolului al XIX-lea, comuna făcea parte din plasa Ialomița-Balta a județului Ialomița și era formată din satele Ograda și Dimieni și cătunul Sărindăreanu, cu o populație totală de 945 de locuitori. În comună funcționau două biserici și o școală mixtă cu 40 de elevi (dintre care 8 fete). Anuarul Socec din 1925 consemnează comuna Ograda în plasa Țăndărei a aceluiași județ, și având o populație de 1501 locuitori.
În 1950, comuna a fost inclusă în raionul Slobozia din regiunea Ialomița și apoi (după 1952) din regiunea București. În 1968, a revenit la județul Ialomița, reînființat, dar a fost imediat desființată și inclusă în comuna Bucu.
Comuna a fost reînființată în 2004.

## Monumente istorice
Cinci obiective din comuna Ograda au fost incluse în lista monumentelor istorice din județul Ialomița ca monumente de interes local. Patru dintre acestea sunt clasificate ca monumente de arhitectură — casa cu prăvălie Zaharia Moraru (1880), casa Ionel Perlea (secolul al XIX-lea), casa Vasilescu (1908) și biserica „Sfântul Gheorghe” (1869). Un al cincilea monument este clasificat ca monument memorial sau funerar — grupul de 19 cruci de piatră aflat în spatele casei memoriale Ionel Perlea.